# خالد عبد الفتاح
خالد عبد الفتاح (مواليد 22 يناير 1999) هو لاعب كرة قدم مصري يلعب في مركز الظهير الأيمن في النادي الأهلي.

## مشواره
بدأ خالد مسيرته في ناشئي نادي سموحة، وتم تصعيده للفريق الأول في 2019. وفي يناير 2023 أنتقل إلى النادي الأهلي على سبيل الإعارة مع وجود بند أحقية الشراء مقابل 10 مليون جنيه مصري.